# Anton Benning
Anton Benning (Hakenberg, 15 de maio de 1918 – Recklinghausen, 29 de setembro de 2013) foi um oficial alemão que serviu durante a Segunda Guerra Mundial. Foi condecorado com a Cruz de Cavaleiro da Cruz de Ferro.

## Condecorações
- Cruz de Ferro 2ª Classe
- Cruz de Ferro 1ª Classe
- Cruz de Cavaleiro da Cruz de Ferro 13 de abril de 1945